# Зеленцово (Черняховский район)
Зеленцово (до 1938 — Обелишкен (нем. Obehlischken), до 1946 — Шульценхоф (нем. Schulzenhof)) — посёлок в Черняховском районе Калининградской области. 

## Население
| 1910 | 1933 | 1939 | 2002 | 2010 |
| ---- | ---- | ---- | ---- | ---- |
| 332  | ↗481 | ↘436 | ↘98  | ↗102 |

## История
В XIX веке населённый пункт носил название Обелишкен. В 1889 году здесь была построена каменная кирха. В 1938 году Обелишкен был переименован в Шульценхоф.
В 1946 году Шульценхоф был переименован в посёлок Зеленцово.
До 2015 года входил в состав Свободненского сельского поселения.

## Объекты культурного наследия
Местного значения:
- Кирха 1889 года.

- Кирха Обелишкена(2025 год)